# Saison 1976-1977 de snooker
Navigation
1975-1976 1977-1978
La saison 1976-1977 de snooker est la 9e saison de snooker. Elle regroupe 10 tournois organisés par la WPBSA entre septembre 1976 et le 7 mai 1977.

## Nouveautés
- Mise en place d'un premier classement mondial à l'issue du championnat du monde 1977 établi sur la base des résultats obtenus lors des 3 derniers championnats du monde.
- Création d'un deuxième volet pro-am du tournoi Pontins en automne.
- Retour du championnat du monde de match-play dont la dernière édition a eu lieu en 1968.
- Le Masters des clubs canadiens n'est pas reconduit.
- Le championnat du monde se tient désormais au Crucible Theatre à Sheffield.

## Calendrier
| C = Tournoi classé (professionnel)              |
| NC = Tournoi non classé (professionnel)         |
| P/A = Tournoi pro-am (professionnel et amateur) |

| Dates (mois-jour) | Dates (mois-jour) | Tournoi                            | Lieu       | Site                                 | Cat. | Vainqueur      | Finaliste         | Score   | Références |
| 09-??             | 09-??             | Championnat d'Australie            | Melbourne  | Dandenong Football Club              | NC   | Eddie Charlton | Paddy Morgan (en) | Forfait | [ 1 ]      |
| 09-??             | 09-??             | Open du Canada                     | Toronto    | Canadian National Exhibition Stadium | NC   | John Spencer   | Alex Higgins      | 17–9    | [ 2 ]      |
| 10-02             | 10-09             | Tournoi Pontins pro-am (automne)   | Prestatyn  | Pontins                              | P/A  | Cliff Wilson   | Paul Medati (en)  | 7-4     |            |
| 11–28             | 12–11             | Championnat du monde de match-play | Melbourne  | Nunawading Basketball Centre         | NC   | Eddie Charlton | Ray Reardon       | 31–24   | [ 3 ]      |
| 01–??             | 01–??             | Pot Black                          | Birmingham | Studios Pebble Mill                  | NC   | Perrie Mans    | Doug Mountjoy     | 1-0     | ,          |
| 02–07             | 02–11             | Masters                            | Londres    | New London Theatre                   | NC   | Doug Mountjoy  | Ray Reardon       | 7–6     | ,          |
| 02–16             | 02–17             | Tournoi d'Irlande Benson & Hedges  | Dublin     | Leopardstown Racecourse              | NC   | Alex Higgins   | Ray Reardon       | 5–3     | [ 9 ]      |
| 04–18             | 04–30             | Championnat du monde               | Sheffield  | Crucible Theatre                     | C    | John Spencer   | Cliff Thorburn    | 25–21   | [ 10 ]     |
| 04–30             | 05–07             | Tournoi Pontins professionnel      | Prestatyn  | Pontins                              | NC   | John Spencer   | John Pulman       | 7-5     | ,          |
| 04–30             | 05–07             | Tournoi Pontins pro-am (printemps) | Prestatyn  | Pontins                              | P/A  | Alex Higgins   | Terry Griffiths   | 7-4     |            |

## Classement mondialen début et fin de saison

### Ordre du mérite après lechampionnat du monde 1976
| Rang | Joueur         |
| 1    | Ray Reardon    |
| 2    | Eddie Charlton |
| 3    | Alex Higgins   |
| 4    | Rex Williams   |
| 5    | Graham Miles   |
| 6    | John Spencer   |
| 7    | Fred Davis     |
| 8    | Gary Owen      |
| 9    | Dennis Taylor  |
| 10   | Cliff Thorburn |
| 11   | John Pulman    |
| 12   | John Dunning   |
| 13   | Perrie Mans    |
| 14   | Bill Werbeniuk |
| 15   | Warren Simpson |
| 16   | David Taylor   |

### Classement après lechampionnat du monde 1977
| Rang | Évol.           | Joueur               | Points |
| 1    | en stagnation   | Ray Reardon          | 15     |
| 2    | en augmentation | Alex Higgins         | 9      |
| 3    | en diminution   | Eddie Charlton       | 8      |
| 4    | en augmentation | Fred Davis           | 6      |
| 5    | en stagnation   | Graham Miles         | 6      |
| 6    | en diminution   | Rex Williams         | 6      |
| 7    | en augmentation | Perrie Mans          | 5      |
| 8    | en diminution   | John Spencer         | 5      |
| 9    | en stagnation   | Dennis Taylor        | 5      |
| 10   | en diminution   | Gary Owen            | 4      |
| 11   | en augmentation | John Dunning         | 4      |
| 12   | en augmentation | Jim Meadowcroft (en) | 3      |
| 13   | en diminution   | Cliff Thorburn       | 3      |
| 14   | en stagnation   | Bill Werbeniuk       | 3      |
| 15   | en diminution   | John Pulman          | 3      |
| 16   | en stagnation   | David Taylor         | 2      |